# George Bond (cầu thủ bóng đá)
George Albert Bond (11 tháng 2 năm 1910 – 1982) là một cầu thủ bóng đá người Anh, thi đấu cho Millwall và Gillingham từ 1931 đến 1936, có 69 lần ra sân ở Football League, trước khi di cư đến Malta.